# Andreas Nijenhuis-Bescher
 (septembre 2020).
Si vous disposez d'ouvrages ou d'articles de référence ou si vous connaissez des sites web de qualité traitant du thème abordé ici, merci de compléter l'article en donnant les références utiles à sa vérifiabilité et en les liant à la section « Notes et références ».
Andreas Nijenhuis-Bescher est un historien moderniste néerlandais, d’expression française, né en 1972 aux Pays-Bas. Son champ principal de recherche porte sur l’histoire des Pays-Bas à l’époque moderne, ainsi que la langue et la civilisation néerlandaises (études néerlandaises).

## Biographie
Andreas Nijenhuis-Bescher est né le 17 mars 1972 à Zaandijk, aux Pays-Bas. Il suit des études secondaires au Nassau College à Assen, puis au Christelijk Avondcollege Groningen et obtient un baccalauréat scientifique en 1991 en étant major de sa promotion.
Bénéficiant d’une bourse d’études, il poursuit des études supérieures d’Histoire à la Faculté des Lettres de l’Université de Groningue et y obtient une Propædeuse en 1992 puis un Doctoraal (nl) avec mention « Cum Laude » en 1996.
Lauréat d’une bourse Erasmus, il s’inscrit en 1993 en licence à l’Université Pierre Mendès-France de Grenoble (devenue l’Université Grenoble-Alpes en 2016). Il y obtient une Maîtrise en Histoire moderne avec la mention « Très Bien » en 1995, puis un D.E.A. en Histoire des relations et interactions culturelles internationales en 1997.
Entre-temps, il est coresponsable, avec Luuk Van Middelaar, du contenu pédagogique du logiciel de pédagogie assistée par ordinateur HOLOGRAM, à la Rijksuniversiteit Groningen entre 1996 et 1997. Ce logiciel, développé à l’Université de Groningue pour l’étude des langues, a été transposé au département d’histoire de cette université.
Reçu en 1997 à l’Institut universitaire européen de Florence, il poursuit ses recherches concernant les relations entre la France et les Provinces-Unies au XVIIe siècle, grâce à une bourse NUFFIC du gouvernement néerlandais.
L’année suivante, dans le cadre du programme d’échanges SOCRATES, il fait un séjour d’étude à l’École des hautes études en sciences sociales où ses recherches portent sur les relations entre image et pouvoir sous la direction de Roger Chartier. Cette même année, il devient membre correspondant du Huizinga Instituut (nl), à Amsterdam, ce qu’il est toujours (au 24 mai 2016).
En 2002, il devient ATER en histoire moderne à l’Université de Savoie (devenue l’Université Savoie Mont Blanc en 2015). Depuis, il est chargé d’enseignements au département d’histoire et au Centre Interdisciplinaire Scientifique de la Montagne (CISM) de cette université.
L’année suivante, il est chargé de l’organisation de l’exposition « Vorarlberg, une provocation constructive » et d’un cycle de quatre colloques internationaux sur le thème de l’architecture et du développement durable par le Conseil d’Architecture, d’Urbanisme et de l’Environnement de l’Isère.
En 2011, il rejoint le projet de recherche coordonné par Bernard Andenmatten (Université de Lausanne) et Laurent Ripart (Université Savoie Mont Blanc) explorant les 1500 ans d’histoire de l’Abbaye de Saint-Maurice d’Agaune. Il contribue à l’ouvrage L’Abbaye de Saint-Maurice d’Agaune 515-2015 paru en 2015 pour le jubilé de cette abbaye, avec des recherches sur les relations de l’Abbaye avec ses sujets protestants.
En 2012, il soutient sa thèse (PhD), Le « Voyage de Hollande » et la perception française des Provinces-Unies dans la première moitié du XVIIe siècle, préparée sous la direction de l’historien Willem Frijhoff, à la Vrije Universiteit Amsterdam. Les thématiques de la perception, de l’altérité, de la coexistence religieuse, mais également des (auto-)représentations politiques sont abordées dans ce travail, explorant le paradoxe d’une société prospère et comparativement égalitaire et tolérante dans un contexte de guerre quasi continuelle.
Ses recherches actuelles, donnant régulièrement lieu à des communications et des publications, portent sur des aspects variés de l’histoire des Provinces-Unies, du Corps Helvétique et de la France aux Temps Modernes. Elles abordent dans une perspective européenne l’histoire sociale, la coexistence et les conflits religieux et l’iconographie politique. Elles s’appuient sur un spectre de sources complémentaires : iconographie, récits de voyage, correspondances, publications politiques. L’histoire des représentations (textuelles et iconographiques) et de la circulation des idées et des savoirs est au cœur de ses intérêts scientifiques.
De 2016 à 2018, il est chercheur contractuel au laboratoire CRULH-EA 3945 de l’Université de Lorraine, dans le cadre du projet ANR LoDoCAT (Lotharingie Dorsale Catholique). Il est chargé de la coordination et la confection d’un atlas historique (Xe – XVIIIe siècles) de l’espace lotharingien, s’étirant des anciens Pays-Bas jusqu’au nord de l’Italie. Ce projet cartographie les spécificités de cette aire marginale, notamment dans le domaine de l’identité religieuse et artistique. Huit centres de recherches européens, de Liège à Milan, collaborent au sein de ce projet transnational.
Développant sa double compétence en histoire moderne et en études néerlandaises, il recrée en 2015 la filière langue et civilisation néerlandaises au Service des Langues (ex-LANSAD) de l’Université Grenoble-Alpes, et en assume les responsabilités pédagogiques et administratives. — Cette filière avait été supprimée à l’Université Grenoble-Alpes depuis le départ du maître de conférences Peter de Klerk. — Andreas Nijenhuis-Bescher est un enseignant certifié en néerlandais, ayant été reçu premier au CAPES Externe en cette matière lors de la session 2016. Il est également examinateur « langues rares » auprès de l’Académie de Grenoble et du Centre de Gestion des Alpes de Haute Provence (CDG04).
En 2018, il est élu Associate Professor in Dutch Area Studies à la Hankuk University of Foreign Studies de Séoul (Corée du Sud). Le 1er septembre 2020 il est promu Full Professor.

## Rattachement institutionnel
Andreas Nijenhuis-Bescher est affilié aux centres de recherche français suivants :
- Institut de l’Histoire de la Pensée Classique de l’École normale supérieure de Lyon (IHPC-UMR 5037, composant du Labex COMOD)
- Centre de Recherche Universitaire Lorrain d’Histoire (CRULH - EA 3945) de l’Université de Lorraine
- Laboratoire Langages, Littératures et Sociétés. Études transfrontalières et internationales (LLSETI-EA 3706) de l’Université Savoie Mont Blanc

Il collabore au sein des centres de recherche français suivants :
- Centre de Recherche sur la Littérature des Voyages (CRLV, Université Blaise-Pascal, depuis 2012)
- Groupe de Recherche en Histoire des Protestantismes (GRHP, depuis 2014)

En Belgique et aux Pays-Bas, il est membre de :
- Werkgroep 18e eeuw (ISECS/SIEDS Belgique/Pays-Bas, depuis 2015)
- Kenniscentrum Frankrijk (Radboud Universiteit Nijmegen, aux Pays-Bas, depuis 2013)
- Huizinga Instituut (Académie Royale des Sciences, aux Pays-Bas, depuis 2003)

## Publications
Liste non exhaustive

### Ouvrages
- Andreas Nijenhuis-Becher, La République des Provinces-Unies dans les récits de voyageurs français (1600-1650). Le Lion batave et l'Hercule français, Lille, Presses universitaires du Septentrion, 2025, 426 p.  (ISBN 978-2-7574-4280-7)
- Andreas Nijenhuis-Bescher, Susanne Berthier-Foglar, Gilles Bertrand et Frédéric Meyer, Frontières et altérité religieuse. La religion dans le récit de voyage, XVe – XXe siècle, Rennes, PUR, 2019, 246 p. (ISBN 978-2-7535-7784-8)
- Thierry Allain, Andreas Nijenhuis-Bescher et Romain Thomas, Les Provinces- Unies à l’époque moderne. De la Révolte à la République batave, Paris, Armand Colin, 2019, 336 p. (ISBN 978-2-200-61451-5)
- Andreas Nijenhuis-Bescher, Emilie-Anne Pépy et Jean-Yves Champeley, L’Honnête homme, l’or blanc et le Duc d’Albe : Mélanges en l’honneur d’Alain Becchia, Chambéry, Université Savoie Mont Blanc, coll. « Sociétés, Religions, Politiques » (no 33), 2016, 656 p. (ISBN 978-2-919732-56-2).
- Andreas Nijenhuis-Bescher, Les ‘Voyages de Hollande’ et la perception française des Provinces-Unies dans la première moitié du XVIIe siècle, Amsterdam, Amsterdam University Press, 2012, 510 p.. Il s’agit du tirage initial de la thèse d’Andreas Nijenhuis-Bescher, selon les usages académiques néerlandais.

### Contributions à des ouvrages collectifs
- Andreas Nijenhuis-Bescher, « La cathédrale et le temple. La cathédrale Saint-Jean de Bois-le-Duc comme enjeu symbolique dans un conflit confessionnel (1629) », dans Xavier Boniface et Louise Dessaivre (éd.), Cathédrales en guerre, XVIe – XXIe siècle, Lille, Septentrion, 2020, 185-204 p. (ISBN 978-2-7574-3021-7)
- Andreas Nijenhuis-Bescher, « Église publique et religions tolérées : La Religion au cœur de la société des Provinces-Unies au XVIIe siècle », dans Olivier Christin et Yves Krumenacker (éd.), Les protestants à l’époque moderne : Une approche anthropologique, Rennes, Presses universitaires de Rennes, 2017, 53-76 p. (ISBN 978-2-7535-5465-8).
- Andreas Nijenhuis-Bescher, «  Des cimes alpines aux plats pays : La Savoie, la route espagnole et la Révolte des Pays-Bas au temps du temps du Duc d’Albe », dans Andreas Nijenhuis-Bescher, Émilie-Anne Pépy et Jean-Yves Champeley (éd.), L’Honnête homme, l’or blanc et le Duc d’Albe : Mélanges en l’honneur d’Alain Becchia, Chambéry, Université Savoie Mont Blanc, coll. « Sociétés, Religions, Politiques » (no 33), 2016, 450 p. (ISBN 9782919732562).
- Andreas Nijenhuis-Bescher, « ‘On a laissé quelques Couvens de Religieuses, mais chassé tous les gens de l’église’ : La ‘Milice’ des Provinces-Unies sous Frédéric-Henri d’Orange (1584-1647), bras armé d’un État confessionnel », dans Laurent Jalabert, Stefano Simiz (éd.), Armée et Religion, XVe – XIXe siècle, Rennes, universitaires de Rennes, coll. « Histoire », 2016, 282 p. (ISBN 978-2-7535-5008-7).
- Andreas Nijenhuis-Bescher, «  Claude Joly (1607-1700) en voyage : Un homme d’Église et ses contacts intercléricaux dans une Europe plurireligieuse au milieu du XVIIe siècle », dans Julien Léonard, Prêtres et pasteurs. Les clergés à l’ère des divisions confessionnelles (XVIe – XVIIe siècle) : Contacts, conflits, identités (Actes du colloque de Nancy, 16-18 octobre 2014), Rennes, universitaires de Rennes, coll. « Histoire », 2016, 371 p. (ISBN 978-2-7535-4905-0, SUDOC 193457067), p. 89-115.
- Andreas Nijenhuis, « L’abbaye de Saint-Maurice et le défi de la Réforme protestante », dans Bernard Andenmatten, Laurent Ripart et Thalia Brero (éd.), L’Abbaye de Saint-Maurice d’Agaune 515-2015, t. 1, Gollion, Infolio, 2015, 503 p. (ISBN 978-2-88474-819-3, SUDOC 191995843).
- Andreas Nijenhuis, «  La Savoie vue par l’« Ulysses Belgico-Gallicus » : Politique et culture au début du XVIIe siècle », dans Alain Becchia, Giuliano Ferretti et Florine Vital-Durand (éd.), Édifier l’État : aspects politiques et culturels du duché de Savoie au temps de Christine de France, Chambéry, Université Savoie Mont Blanc, coll. « Sociétés, Religions, Politiques », 2014, 266 p. (ISBN 978-2-919732-33-3, SUDOC 183281837).
- Andreas Nijenhuis, « Les « spelonques des sectaires » : L’aménagement de temples calvinistes dans les anciens lieux de culte catholiques, dans le contexte de la Révolte aux Provinces-Unies. Le cas d’Utrecht, ancien archevêché, dépeint par des catholiques français et le peintre hollandais Pieter Saenredam (1597-1665) », dans Françoise Michaud-Fréjaville (dir.), Reconstruire, restaurer, renouveler : La reconstruction des églises après les conflits religieux en France et en Europe, vol. 31 (Actes du colloque de Poitiers, 6-8 octobre 2011), Châtillon-sur-Indre, Association Rencontre avec le Patrimoine religieux, coll. « Cahiers de Rencontre avec le Patrimoine religieux / Art Sacré », 2014, 257 p. (ISBN 978-2-911948-40-4, SUDOC 180233149).
- Andreas Nijenhuis, « Le chanoine, le philologue, la « damoiselle » et le rabbin : Rencontres et débats interconfessionnels aux Provinces-Unies à la veille de la Paix de Westphalie, dans le Voyage de Claude Joly », dans Bertrand Forclaz (éd.), L’expérience de la différence religieuse dans l’Europe moderne (XVIe – XVIIIe siècles), Neuchâtel, Alphil, 2012, 410 p. (ISBN 978-2-940489-09-1, SUDOC 168361280, lire en ligne), p. 157-187.
- Andreas Nijenhuis, « La coexistence confessionnelle aux Provinces-Unies du Siècle d’Or : Pratiques religieuses et lieux de culte dissimulés à Amsterdam », dans David Do Paço, Mathilde Monge et Laurent Tatarenko (éd.), Des religions dans la ville : Ressorts et stratégies de coexistence dans l’Europe des XVIe – XVIIIe siècles, Rennes, universitaires de Rennes, 2010, 220 p. (ISBN 978-2-7535-1122-4, SUDOC 146381599, lire en ligne), p. 55-80.
- Andreas Nijenhuis, « Le Capitole des Bataves : La célébration politique d’Amsterdam dans la Salle des Bourgeois de l’Hôtel de Ville de Jacob van Campen », dans Fabrice Delrieux et François Kayser, Des plats pays aux cimes alpines : Hommages offerts à François Bertrandy, t. 2, Chambéry, Université de Savoie, coll. « Sociétés, religions, politiques » (no 17), 2010, 271 p. (ISBN 978-2-915797-71-8, SUDOC 149109237, lire en ligne), p. 151-192.
- Andreas Nijenhuis, « L’inspiration italienne dans l’œuvre de l’artiste néerlandais Carel van Mander (1548-1606) », dans Sandra Costa, Christine Poullain, Michel Tarpin et Guy Tosato (dir.), L’Appel de l’Italie : Les échanges artistiques en Europe à l’époque moderne, les Français et les Flamands en Italie, Grenoble, Presses universitaires de Grenoble, coll. « Les Cahiers du CHRIPA » (no 14), 2009, 264 p. (ISBN 978-2-913905-14-6, SUDOC 133062317, lire en ligne).
- Andreas Nijenhuis, « Les Pays-Bas au prisme des Réformes (1500-1650) », dans Wolfgang Kaiser (dir.), L’Europe en conflits : Les affrontements religieux et la genèse de l’Europe moderne, vers 1500-vers 1650, Rennes, Presses universitaires de Rennes, coll. « Histoire », 2009, 448 p. (ISBN 978-2-7535-0656-5, SUDOC 130374083, lire en ligne).
- Andreas Nijenhuis, « La Hollande du Siècle d’Or à l’aune des Délices de la Hollande de Jean-Nicolas de Parival », dans Gilles Bertrand (dir.), Voyage et représentations réciproques (XVIe – XIXe siècle) : Méthode, bilans et perspectives, Grenoble, CRHIPA, coll. « Les Cahiers du CHRIPA » (no 15), 2009, 357 p. (ISBN 978-2-913905-15-3, SUDOC 13907189X, lire en ligne), p. 29-48.
- Andreas Nijenhuis, « Regards français sur le commerce urbain aux Provinces-Unies (1600-1650) », dans Laurence Baudoux-Rousseau, Youri Carbonnier et Philippe Bragard (dir.), La place publique urbaine du Moyen Âge à nos jours, Arras, Artois Presses Université, coll. « Histoire », 2007, 376 p. (ISBN 978-2-84832-061-8, SUDOC 11508892X, lire en ligne)
- Andreas Nijenhuis, « La Guerre de Hollande (1672-1678) et la glorification de Louis XIV à Versailles », dans Jean Garapon (dir.), Armées, guerre et société dans la France du XVIIe siècle, Tübingen, Gunter Narr Verlag, coll. « Biblio 17 », 2006, 336 p. (ISBN 978-3-8233-6222-7, SUDOC 109514416, lire en ligne), p. 293-322
- Andreas Nijenhuis, « Appartenance et tolérance confessionnelles aux Provinces-Unies à la lueur des récits de voyageurs français catholiques (1600-1650) », dans Grado Giovanni Merlo, Frédéric Meyer, Christian Sorrel et Paola Vismara (dir.), Identità e appartenenza nella storia del cristianesimo [« Identité et appartenance dans l’histoire du Christianisme »], Milan, Edizioni Biblioteca Francescana, coll. « Studi Storia d. cristianesimo e d. chiese cristiane », 2005, 296 p. (ISBN 88-7962-120-3, SUDOC 102746389, lire en ligne), p. 179-207
- Andreas Nijenhuis, « Du voyage au cabinet : La Hollande du XVIIe siècle dans l’imaginaire des gens de lettres français  », dans Gilles Bertrand (dir.), La culture du voyage : Pratiques et discours de la Renaissance à l’aube du XXe siècle, Paris, L’Harmattan, coll. « Logiques historiques », octobre 2004, 296 p. (ISBN 2-7475-6997-7, SUDOC 082591237, lire en ligne), p. 77-117

### Contributions à des revues périodiques
- Andreas Nijenhuis-Bescher, « Des femmes au front confessionnel. Les klopjes néerlandaises aux confins de la catholicité tridentine », Revue du Nord,‎ 432/2020, p. 1-18 (ISSN 0035-2624)
- Céline Drèze et Andreas Nijenhuis-Bescher, « Deux voix pour louer un seul Seigneur. Musiques catholique et protestante dans les anciens Pays-Bas autour de 1600 », Deshima, revue d’histoire globale des pays du Nord,‎ 13/2019, p. 7-30 (ISSN 1957-5173)
- (nl) Andreas Nijenhuis-Bescher, « De ‘Hollandse reis’ en de Franse visie der Verenigde Nederlanden in de eerste helft van de zeventiende eeuw », Neerlandica Wratislaviensia,‎ xxviii/2018, p. 119-134 (ISSN 0860-0716)
- Andreas Nijenhuis-Bescher, « Tabee Insulinde... » Colonisation et décolonisation dans l’histoire des Pays-Bas », ILCEA,‎ 30/2018 (lire en ligne)
- Andreas Nijenhuis-Bescher, « De terra incognita au centre de l’Europe : L’« invention » du Nord et la découverte des Provinces-Unies au début du XVIIe siècle », Deshima, revue d’histoire globale des pays du Nord, Strasbourg, Université de Strasbourg, no 10,‎ 2016 (ISSN 1957-5173).
- Andreas Nijenhuis-Bescher, « Les Provinces-Unies, une nouvelle Rome ? : Henri II de Rohan (1579-1638), République, et Calvinisme », Chrétiens et sociétés, Lyon, Resea, no 22,‎ 2015 (ISSN 1257-127X, lire en ligne).
- Andreas Nijenhuis-Bescher, « D’Aigle à Angers : Les pérégrinations de la relique de saint Maurice de la cathédrale d’Angers », Les Échos de Saint-Maurice, Saint-Maurice, AASM, no 27,‎ 2015, p. 118-125 (lire en ligne).
- Andreas Nijenhuis, Thomas Beaufils, Niek van Pas et Willem Frijhoff (éd.), « L’Hercule français et le lion batave : La perception réciproque à l’aune des relations franco-néerlandaises aux Temps », Deshima, revue d’histoire globale des pays du Nord, Strasbourg, Université de Strasbourg, no 8,‎ 2014 (ISSN 1957-5173).
- Andreas Nijenhuis, « ‘Ces enterremens, & ces convois funebres sans ceremonie’ : Rites funéraires et coexistence religieuse aux Provinces-Unies au XVIIe siècle », Annales de l’Est, Nancy, AHE/CRULH, nos 2012-2,‎ 2013, p. 89-111 (lire en ligne).
- Andreas Nijenhuis, « État calviniste et société multiconfessionnelle à l’aune de récits français dans le contexte de la Révolte (1568-1648) : L’exemple des Pays de la Généralité après la prise de Bois-le-Duc (1629) », Chrétiens et sociétés, Lyon, Resea, no 17,‎ 2010, p. 45-102 (ISSN 1257-127X, lire en ligne).
- Andreas Nijenhuis, « L’instrumentalisation des Provinces-Unies dans l’iconographie de Versailles », XVIIe siècle, Paris, Presses universitaires de France, no 210,‎ 2001, p. 75̈–98 (lire en ligne).
- (nl) Andreas Nijenhuis, « Met een balpen naar de Alpen : Notities over universitair défaitisme in Frankrijk », Groniek Historisch Tijdschrift, Groningue, Stichting Groniek, no 137,‎ 1997 (lire en ligne).

### Recensions
- Andreas Nijenhuis-Bescher, « Thierry Allain : Enkhuizen au XVIIIe siècle. Le déclin d’une ville maritime hollandaise, Villeneuve d’Ascq, Septentrion, 2015, 348 p. », Chrétiens et sociétés, Lyon, Resea, no 22,‎ 2015, p. 271-273 (ISSN 1257-127X, lire en ligne).
- Andreas Nijenhuis, « Bertrand Forclaz : Catholiques au défi de la Réforme. La coexistence confessionnelle à Utrecht au XVIIe siècle, Paris, Honoré Champion, coll. Vie des Huguenots (67), 2014, 430 p. », Chrétiens et sociétés, Resea, no 21,‎ 2014, p. 185-188 (ISSN 1257-127X, lire en ligne).
- (en) Andreas Nijenhuis et Benjamin Kaplan, Bob Moore, Henk van Nierop et Judith Pollmann (dir.), « Catholic communities in Protestant states : Britain and the Netherlands c. 1570-1720 », Annales. Histoire, Sciences sociales, Paris, EHESS, no 5,‎ 2010 (ISSN 0395-2649).
- Andreas Nijenhuis, « Jean-Yves Champeley : Organisations et groupes de jeunesse dans les communautés d’entre Rhône et Alpes (XVIe–XVIIe – XVIIIe siècles), 599 p., Thèse pour le doctorat d’histoire soutenue devant l’Université Lumière – Lyon 2 le 2 décembre 2010. Sous la direction du professeur Jean-Pierre Gutton », Chrétiens et sociétés, Resea, no 17,‎ 2010 (ISSN 1257-127X, lire en ligne).
- Andreas Nijenhuis, « Frédéric Meyer : Sociétés ecclésiastiques d’Ancien Régime. Couvents, chapitres et évêchés entre Dieu et les hommes », Chrétiens et sociétés, Resea, no 14,‎ 2007, p. 169-171 (ISSN 1257-127X, lire en ligne).
- Andreas Nijenhuis, « Fortunes de Guez de Balzac », Œuvres et Critiques, Tübingen, Gunter Narr Verlag, vol. XXV, no 2,‎ 2000 (ISSN 0338-1900).
- (nl) Andreas Nijenhuis, « Machiavellisme voor vrouwen », Filosofie Magazine, La Haye, Wolters Kluwer, no 6,‎ 1997 (ISSN 0928-1789).

### Collaboration à un documentaire
- Épisode Peindre la Bible dans la Hollande du Siècle d’Or de la série Présence protestante, d'une durée de 26 minutes et 47 secondes. Réalisation de Audrey Lasbleiz et Marie-Laure Ruiz-Maugis. Diffusé pour la première fois le 29 décembre 2013 sur la chaîne France 2. Autres crédits : Andreas Nijenhuis-Bescher (conseils historiques et intervention). Visionner l'épisode en ligne

### Émission de radio
- Andreas Nijenhuis, interview par Philippe Bertrand, Pays-Bas (1/5) du 06 avril 2015, Carnets de campagne, France Inter, 6 avril 2015 (consulté le 31 juillet 2016).